# Катор, Сильвио
Сильвио Поль Катор (исп. Silvio Paul Cator; 9 октября 1900, Кавейон, Южный департамент — 21 июля 1952, Порт-о-Пренс) — гаитянский легкоатлет, наиболее известный по выступлениям в прыжках в длину и высоту. Серебряный призёр летних Олимпийских игр 1928 года в прыжках в длину.

## Биография

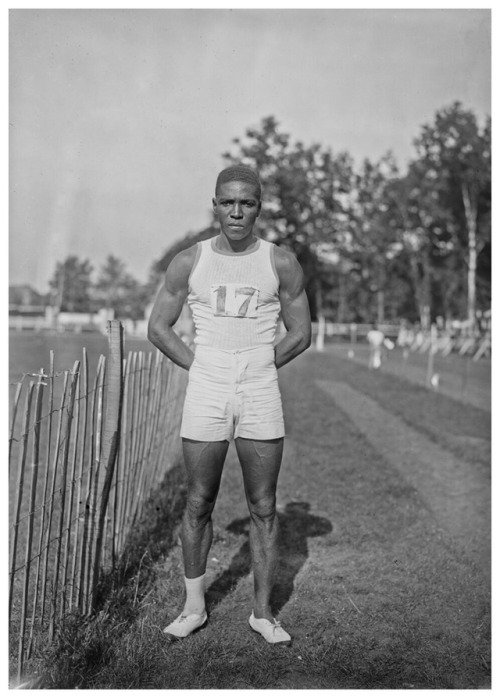
Сильвио Катор перед установлением мирового рекорда

Родился в коммуне Кавейоне, Гаити. Занимался футболом и выступал за клубы «Триволи Атлетикс» и «Расинг». Участвовал в соревнованиях по прыжкам в длину и высоту на летних Олимпийских играх 1924 года, и занял 12-е и 15-е место соответственно.
На Олимпийских играх 1928 года в Амстердаме, завоевал серебряную медаль по прыжкам в длину, не допрыгнув 16 см до Эда Хэмма, который завоевал золотую медаль. 9 сентября 1928 года, побил рекорд Хэмма, прыгнув на дистанцию в 7,93 м на стадионе «Ив дю Мануар» в пригороде Парижа. На Олимпийских играх 1932 года занял 9-е место по прыжкам в длину.
В 1946 году был избран мэром Порт-о-Пренса. В честь него был назван стадион «Сильвио Катор», который достроили в год его смерти.
По состоянию на 2023 год серебряная медаль Катора является лучшим результатом в истории Гаити на Олимпийских играх (помимо этого серебра гаитяне смогли завоевать на Олимпиадах только одну бронзовую медаль в стрельбе на Играх 1924 года).

## Примечание
1. 1 2 3 4  Bibliothèque nationale de France Sylvio Paul Cator // Autorités BnF (фр.): платформа открытых данных — 2011.
2. ↑  Olympedia – Sylvio Cator. www.olympedia.org. Дата обращения: 15 апреля 2022. Архивировано 7 января 2022 года.
3. ↑  Olympedia – Long Jump, Men. www.olympedia.org. Дата обращения: 15 апреля 2022. Архивировано 11 апреля 2022 года.
4. ↑  Olympedia – High Jump, Men. www.olympedia.org. Дата обращения: 15 апреля 2022. Архивировано 30 июня 2021 года.
5. ↑  Bill Mallon, Jeroen Heijmans. Historical Dictionary of the Olympic Movement. — Scarecrow Press, 2011-08-11. — 624 с. — ISBN 978-0-8108-7522-7. Архивировано 15 апреля 2022 года.
6. ↑  Robert Dunn. Houser: Pride of America. — Infinity Publishing, 2006-12. — 237 с. — ISBN 978-0-7414-3637-5. Архивировано 15 апреля 2022 года.
7. 1 2  George Russell. IX Olympiad. — eBook Partnership, 2015-11-18. — 345 с. — ISBN 978-1-987944-08-2. Архивировано 15 апреля 2022 года.
8. ↑  Peter Matthews. Historical Dictionary of Track and Field. — Scarecrow Press, 2012-03-22. — 352 с. — ISBN 978-0-8108-7985-0. Архивировано 15 апреля 2022 года.
9. ↑  Fequiere Vilsaint, Michael R. Hall. Historical Dictionary of Haiti. — Rowman & Littlefield, 2021-08. — 415 с. — ISBN 978-1-5381-2753-7. Архивировано 15 апреля 2022 года.